# 教皇選挙 (映画)
『教皇選挙』（きょうこうせんきょ、原題: Conclave）は、2024年制作のアメリカ合衆国・イギリスのミステリー映画。
ローマ教皇死去に伴って行われることとなった教皇選出選挙（コンクラーベ）の舞台裏と内幕に迫ったミステリ。原作はロバート・ハリスの小説『教皇選挙』（Conclave、未邦訳）で、原作から登場人物の設定に変更が加えられている。

## あらすじ

### コンクラーベの開催まで
ある日の夜、カトリック教会のトップにしてバチカン市国の国家元首であるローマ教皇が、心臓発作のため帰天した。ローマ教皇庁首席枢機卿で英国出身のトマス・ローレンス枢機卿は、悲しみに暮れる間もなく、ローマ教皇を選出する教皇選挙（コンクラーベ）を執行することとなり、コンクラーベのために世界各地から枢機卿団が招集された。有力候補として浮上したのは、アメリカ出身でリベラル派最先鋒のアルド・ベリーニ枢機卿、ナイジェリア出身で社会保守派のジョシュア・アデイエミ枢機卿、カナダの穏健保守派のジョー・トランブレ枢機卿、イタリア出身で伝統主義を掲げる保守強硬派のゴッフレード・テデスコ枢機卿の4人である。
教皇庁長官のヤヌシュ・ウォズニアック大司教はローレンスに対し、教皇が死去前に重大な不正行為の疑いによりトランブレ枢機卿を解任したと告げるが、トランブレ枢機卿はこれを否定する。一方、ベリーニ枢機卿は支持者たちに対し、テデスコ枢機卿の教皇位継承を阻止するのが自分の狙いであって、何が何でも教皇になりたいわけではなく、保守派に対して自らの主張を妥協させるつもりはないし、多数派工作や票のとりまとめもしないでほしいと語る。
滞りなく準備を進めていたつもりのローレンスであったが、メキシコ生まれのカブール大司教ヴィンセント・ベニテス枢機卿が土壇場で到着したことに驚く。ベニテスの存在を知らなかったローレンスだったが、それはベニテスが前年に前教皇から秘密裏に（イン・ペクトーレ）枢機卿に任命されたためであり、彼は前教皇の任命状も携えていた。ローレンスはベニテスを正当な枢機卿として認め、枢機卿団の面々に紹介する。
ローレンスは審議の冒頭、即興の説教で不確実性を受け入れること、確信を持たず常に疑念を抱くものが教会を導くべきであると枢機卿らに話すが、これは教皇就任への野望を公然と宣言したものと解釈する者もいた。

### 初日
いよいよコンクラーベが開幕し、システィーナ礼拝堂にて枢機卿団による投票が始まる。1回目の投票では当選に必要な三分の二の多数を獲得した者はいなかったが、アデイエミへの票数がテデスコとトランブレのそれを越え、進歩派の票はベリーニに集まったもののその数は上位3名に及ばず、かつ一部の票はローレンスに流れていた。
マスコミにつつかれる前に「謎の枢機卿」の情報を得ようと、ローレンスは自身の補佐役であるレイモンド・オマリー神父にベニテスの調査を依頼する。ベニテスは戦地などを渡り歩いて活動してきたが、かつて健康上の理由で辞任しようとしていたところ、前教皇によって引き留められたことを知る。更なる調査の結果、ベニテスがジュネーヴのとある病院で診察を受けるための費用を前教皇が支払っていたことがわかる。ベニテスは出発前夜にこの診察をキャンセルしていた。ローレンスとオマリーは、単にベニテスに治療の必要がなくなったためと考えた。
ベニテスはローレンスに対し、彼の説教に感動してローレンスに投票したことを明らかにするが、ローレンスは自分は相応しくないと告げる。

### 2日目
食事の際、アデイエミと、ナイジェリアからローマに派遣されたばかりの修道女シャヌーミとの口論が発生した。ローレンスはシャヌーミと話をして告解を受け、彼女がアデイエミとの不貞関係から息子を出産したことを告白する。アデイエミは問い詰められ、その事実を認める。ローレンスは告解の秘密を守ったものの、既に噂が拡大していたため、アデイエミの当選は頓挫する。ベリーニは自身の当選を諦め、渋々ながらトランブレを支持することにする。
ベニテスはローレンスへの投票を続けていた。ローレンスは自分は相応しくないし勝てる見込みもない、またテデスコが教皇になって教会が後退するのを阻止するためトランブレに投票してほしいとベニテスに依頼する。だがベニテスは、自分は最も相応しいと思う人間にしか入れないと、今後もローレンスに投票すると告げる。
ローレンスは、選挙期間中の宿泊施設（サン・マルタ館）の管理最高責任者シスター・アグネスと協力し、シャヌーミのローマ転勤をトランブレが手配していたということを知る。問い詰められたトランブレは、教皇の要請でそうしたと主張する。ローレンスは教皇の帰天以来封印されている部屋に侵入し、トランブレが枢機卿たちに投票の報酬として金銭や地位の保証をするなどの買収行為を行ったことを示す文書を発見する。トランブレは教皇の死期を悟り、来るべきコンクラーベでの票集めのため1年前より買収行為を行っており、それが前教皇に露見して辞職を要求されたのだった。彼はその文書をベリーニに見せるが、教会そのものの社会的評価が失墜することを恐れたベリーニはその存在を明かさないよう頼み、口論となる。

### 3日目
ローレンスはアグネスの協力の下、トランブレに関する文書を枢機卿団の食事の場で公表し、トランブレは事実上、教皇候補から外れる。ベリーニと和解したローレンスは、共にテデスコに対抗することに同意する。ベリーニとの談話で心を動かされたことにより、ローレンスは自分が教皇を目指す覚悟を決め、次の投票で自らに投票する（本来自らへの投票はタブーとされている）が、投票用紙を壺に入れた直後にシスティーナ礼拝堂のすぐ近くで爆発が起こり窓が割れるなどの被害が発生、重傷者こそ出なかったもののコンクラーベは一時中断した。
報告を受けたローレンスによる説明で、この爆発はイスラム教原理主義者による自爆テロ事件であること、ヨーロッパ各地で発生した一連の自爆テロ事件の一つであり、数百人の死傷者が出ていることが枢機卿団に伝えられた。興奮したテデスコがイスラム教に対する宗教戦争を主張したのに対し、戦地で長らく奉仕し続けたベニテスは暴力に暴力で対抗することに反対し、共通の宗教的使命よりも政治的思惑を優先する人々を非難する。投票が再開され、割れた窓から光が差し込む中、投票結果は圧倒的多数でベニテスを選出。ベニテスは教皇名「インノケンティウス」を選んだ。
ローレンスはベニテスの選出を歓迎していたが、オマリーに呼び出され、ベニテスの診察予約がキャンセルされたことについての新たな情報を知る。ベニテスの診察先は実際には病院ではなく、「クリニック」だった。ローレンスに問われたベニテスは、自身が生まれつき子宮と卵巣を持っていて、三十代後半の時に盲腸の切除手術を受けたとき明らかになるまで自分もその存在を知らなかったこと、その事実に悩んで前教皇に辞職を申し出るも切除すればいいとして慰留されたこと、前教皇によって予約していた診察の内容は腹腔鏡による子宮摘出手術だったが、神に創造されたままの自分であり続けるべきだと考えて出発前夜に手術を辞退したことを明かす。ローレンスはバチカンの敷地内を歩き回り、新教皇インノケンティウスの選出を祝い歓声を上げる群衆の声に耳を傾ける。部屋に入り窓を開けると、下の中庭で3人の若い修道女がおしゃべりしているのが目に入った。

## 登場人物・キャスト
トマス・ローレンス枢機卿
演 - レイフ・ファインズ、日本語吹替 - 原康義
本作の主人公。ローマ教皇庁首席枢機卿。
突然の教皇逝去の悲しみに暮れる暇もなく、首席枢機卿としてコンクラーベを主宰する。実は信仰に関する悩みを抱えており、前教皇に辞職を申し出ていたが慰留されていた。ややリベラルな傾向を持つ一方、自身は教皇には相応しくないとは考えているが、コンクラーベで一定程度の票を集めることになる。
原作におけるヤコポ・ロメリ枢機卿に相当するキャラクター。原作でのロメリはイタリア出身だが、イギリス出身のレイフ・ファインズに合わせイギリス出身に変更されている。
アルド・ベリーニ枢機卿
演 - スタンリー・トゥッチ、日本語吹替 - 岩崎ひろし
バチカン教区所属。ローマ教皇庁次席枢機卿でローレンスの友人。
知識人でリベラル派の最先鋒。教会内の自由主義者に支持基盤を有している他、改革派であった前教皇とも良好な関係を持ち、コンクラーベ前の新聞では次期教皇の最有力候補とも報じられていた。しかし、そのリベラルな考え故に、始まったコンクラーベでは支持をあまり集められずに苦戦する。
ジョセフ・トランブレ枢機卿
演 - ジョン・リスゴー、日本語吹替 - 伊藤和晃
カナダ・モントリオール教区所属。
穏健派で、考え方としては保守派ながらリベラルな性向も併せ持つ人物。北アメリカの枢機卿を中心に支持を集めている。一方でウォズニアック大司教によると前教皇が亡くなる直前に辞任を要求したとされており、またオマリーの調査によると前教皇が彼に関する何らかの調査書を受け取ったという。
原作ではロメリに、映画ではローレンスに短縮系のジョーと呼ばれている。
ゴッフレード・テデスコ枢機卿
演 - セルジオ・カステリット、日本語吹替 - なし（原語音声）
イタリア・ベネチア教区所属。
保守派にして伝統主義者。 英語は分かるものの受け答えは全てイタリア語で会話する。その考え方故に改革派の前教皇との関係が悪く、前教皇の施策に対する主要な反対者の一人として知られていた。一方でスキャンダルとは無縁の存在である他、教会内の保守派から支持を集めている。イタリア人であり、数十年も誕生していないイタリア出身のローマ教皇になることに意欲を示している。
ジョシュア・アデイエミ枢機卿
演 - ルシアン・ムサマティ、日本語吹替 - 坂詰貴之
ナイジェリア教区所属。
史上初となるアフリカ系教皇の座を狙う人物。保守的な考えの持ち主であるとされるが、それ故に支持基盤であるアフリカなどの枢機卿に加えて保守派の票も集め、コンクラーベで優位に選挙戦を進める。
ヴィンセント・ベニテス枢機卿
演 - カルロス・ディエス、日本語吹替 - 吉見一豊
アフガニスタン・カヴール教区所属。
多くの紛争地域や教会の勢力が弱い地域での奉仕を行ってきた人物。その功績を評価されて昨年に教皇によって枢機卿に任命されるが、その活動経緯から秘密の任命であり、ローレンス達もその事実を知らなかった。コンクラーベ開始直前に任命状を携えて到着し、コンクラーベに参加する。
サバディン枢機卿
演 - メラーブ・ニニッゼ、日本語吹替 - 関口雄吾
修道会所属の枢機卿。リベラル派陣営の1人で、ベリーニへの票集めに奔走するが難航し、焦りを見せる。
モンシニョール・レイモンド・“レイ”・オマリー
演 - ブライアン・F・オバーン
ローレンスの秘書役。
枢機卿団の補佐役を務めるが、コンクラーベに伴い隔離対象となったローレンスから依頼を受け、トランブレに関する調査を始める。
シスター・アグネス
演 - イザベラ・ロッセリーニ、日本語吹替 - 野沢由香里
選挙中の枢機卿達が滞在する「聖マルタの家」の管理を務める修道女。
ヤヌシュ・ウォズニアック大司教
演 - ジャセック・コーマン
教皇公邸管理部の責任者で、前教皇の身の回りの世話を行なっていた。
前教皇の遺体の第一発見者であり、死の直前に前教皇とトランブレの間で行われたあるやりとりを目撃しており、ローレンスにその内容を伝える。過大なストレスから飲酒の量が激増しており、それ故にその発言には疑念がつきまとう。

## 評価
2025年1月19日時点で、映画批評集積サイトのRotten Tomatoesには294件のレビューがあり、批評家支持率は91%、平均点は10点満点で8.0点となっている。観客支持率は86%、平均点は5点満点で4.3点となっている。サイト側による批評家の見解の要約は「教皇に関する物語を完璧な演出で描き、レイフ・ファインズはキャリアハイライトとも言える演技を披露する。知的なエンターテインメントを求める観客にとってはまさに神からの贈り物だ。」となっている。また、Metacriticには54件のレビューがあり、加重平均値は79/100となっている。
第97回アカデミー賞において作品賞含む8部門にノミネートされ、ピーター・ストローハンが脚色賞を受賞している。第82回ゴールデングローブ賞においても脚本賞を受賞している。また、英国アカデミー賞では作品賞と英国作品賞を、全米映画俳優組合賞では最高賞となるキャスト賞を受賞した。

### フランシスコの死去による影響
くしくも上映期間中の2025年4月21日に教皇のフランシスコが亡くなったことを受けて、実際のバチカンでも本作の題材となったコンクラーベが行われることとなった。これに伴って、本作に対する世間の関心が急速に高まり、アメリカ合衆国における視聴者数が前週比3,200％増となった。アメリカではAmazon Prime Videoで配信されており、21日まではレンタル料を支払う必要があったものの、合計視聴時間が1週間で96万6,000時間から690万時間へと急増。さらに22日から見放題配信が始まると、1,830万時間へと激増した。
日本でもコンクラーベが本作品の上映期間と重なったことから、観客数が急増。フランシスコ死去から3日後となる2025年4月24日には前週対比倍増となる216%を記録したほか、同月28日には興行収入が5億円を突破したことを同国での配給を担当しているキノフィルムズが発表。同年5月26日には興行収入が10億円を突破したことを同社が発表した。2005年以降に初動110館以下の洋画実写作品が10億円を突破したのは『英国王のスピーチ』（ギャガ配給、2011年日本公開）及び『最強のふたり』（ギャガ配給、2012年日本公開）と並んで3作品目となった。
コンクラーベに参加した枢機卿の一部も参考とするために本作を鑑賞したという。後に教皇に選出されレオ14世を名乗ることになる枢機卿のロバート・プレヴォストも振る舞い方のために選挙前に鑑賞した旨を兄に語っている。また選挙に参加した前田万葉は枢機卿に任命されてから初めてのコンクラーベであったこともあり、選挙の詳細な手順について知らなかったことも相まって周囲に勧められて鑑賞し、選挙の大まかな流れを知るのに参考になったとしている。同じく選挙に参加した菊地功もバチカンへ向かう飛行機の中で鑑賞したが、実際のコンクラーベは「これは戦争だ」と意気込んだりした生臭い話はなく、むしろ和気あいあいとしたもので、映画とは異なる部分も多いとしている。

## 小説
日本における本作品の翻訳出版権を廣井書房が獲得したことを2025年8月に同社の公式Xアカウントにて発表。同年冬頃に出版及び発売する予定であることを明らかにした。